# Divisão por tentativa
O algoritmo de divisão por tentativa (em inglês, Trial Division) é um método de força bruta para realizar a fatoração de números inteiros.
Dado um número inteiro positivo {\displaystyle n}, esse método consiste em verificar quais números inteiros menores do que {\displaystyle n} são seus divisores.
Também pode ser utilizado para testar a primalidade de um número.

## Algoritmo

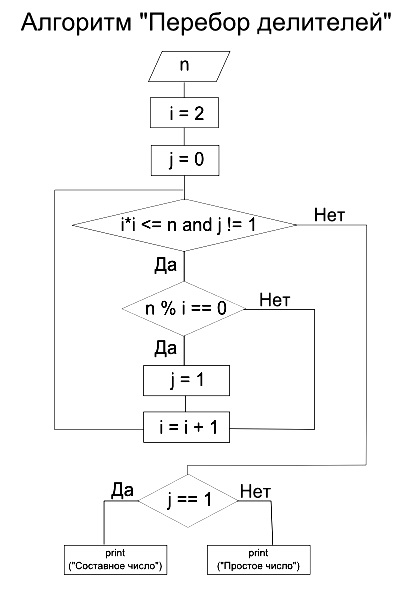
Algoritmo "Enumeração de divisores"

Em pseudocódigo, o algoritmo é dado por
```
trialDivision(n)

|   para d ← 2 até √n

|   |   enquanto(n % d = 0)

|   |   |   imprima d

|   |   |   n ← n / d

|   |   fim_enquanto

|   fim_para

|   imprima n

fim_trialDivision

```

O algoritmo anterior irá imprimir os fatores primos da entrada {\displaystyle n}, incluindo repetições. É suficiente verificar os fatores de {\displaystyle 2} (primeiro primo) até {\displaystyle {\sqrt {n}}}, pois se um número não é primo, então ele deve ter um divisor que é no máximo {\displaystyle {\sqrt {n}}}.

## Complexidade Assintótica
Uma vez que o algoritmo de divisão por tentativa é um algoritmo de força bruta, a sua complexidade é exponencial, portanto ele é inviável para fatorar números grandes.